# Rivière Quetachou
Der Rivière Quetachou ist ein etwa 84 km langer Zufluss des Sankt-Lorenz-Golfs in der Verwaltungsregion Côte-Nord der kanadischen Provinz Québec.

## Flusslauf
Der Rivière Quetachou fließt im Süden der Labrador-Halbinsel in südlicher Richtung durch die regionale Grafschaftsgemeinde Minganie zum Sankt-Lorenz-Golf. Dabei durchfließt er die Seen Lac de la Robe Noire, Lac Beaulieu, Lac Beetz, Lac Napoléon und Lac Bellanger.
Der Rivière Quetachou quert die Route 138 und mündet schließlich 5 km östlich von Baie-Johan-Beetz gegenüber der Île d’Anticosti in die Baie Quetachou, der Mündungsbucht an der Nordküste des Sankt-Lorenz-Golfs. Der Rivière Quetachou entwässert ein Areal von 1015 km². Der mittlere Abfluss beträgt 29 m³/s. Im Osten grenzt das Einzugsgebiet an das des Rivière Watshishou, im Westen an die Einzugsgebiete von Rivière Romaine Sud-Est, Rivière de la Corneille und Rivière Piashti.